# Christina Griebel
Christina Griebel (* 12. April 1973 in Ulm) ist eine deutsche Schriftstellerin, bildende Künstlerin und Professorin für Kunstpädagogik an der Kunstakademie Karlsruhe.

## Leben
Christina Griebel absolvierte parallel ein Studium der Malerei (u. a. bei Horst Antes) und der Kunsterziehung an der Staatlichen Akademie der Bildenden Künste in Karlsruhe und ein Studium der Germanistik an der Universität Karlsruhe. Von 1995 bis 2001 hielt sie sich studienhalber u. a. in Norwich, Moskau, Hoima (Uganda), Reykjavík und Helsinki auf. Sie leistete ihr Referendariat ab und unterrichtete an verschiedenen Gymnasien. Seit 2001 veröffentlicht sie Erzählungen und Hörspiele. Von 2001 bis 2004 arbeitete sie am Graduiertenkolleg der Berliner
Universität der Künste an ihrer Dissertation, mit der sie  
2005 an der Universität Frankfurt zum Doktor der Philosophie promovierte. Griebel unterrichtete als wissenschaftliche Mitarbeiterin von 2004 bis 2007 Malerei am Institut für Kunstpädagogik der 
Universität Frankfurt, 2008 bis 2015 lehrte sie als Professorin für Kunst und ihre Didaktik an der Pädagogischen Hochschule Heidelberg. In dieser Zeit war sie von 2011 bis 2014 als Gastdozentin an die Universität der Künste Berlin abgeordnet.
Christina Griebel ist seit 2002 Mitglied des Verbandes Deutscher Schriftsteller. Neben einer Reihe von Stipendien erhielt sie 2001 den Walter-Serner-Preis sowie 2002 den Preis für Junge Literatur der Stadt Ulm. 2003 nahm sie am Ingeborg-Bachmann-Wettbewerb in Klagenfurt teil.
Seit 2015 ist sie Professorin für Kunstdidaktik und Bildungswissenschaften an der Staatlichen Akademie der Bildenden Künste Karlsruhe.

## Werke
- Zwittrige Burschen. Karlsruhe 2001
- Wenn es regnet, dann regnet es immer gleich auf den Kopf. Frankfurt am Main 2003
- Der kreative Akt im Unterricht. Frankfurt (Main) 2005
- Kreative Akte. München 2006

## Herausgeberschaft
- Ästhetische Erfahrung in der Kindheit, Weinheim [u. a.] 2004 (zusammen mit Gundel Mattenklott und Constanze Rora)

## Auszeichnungen
- 2024: Robert-Gernhardt-Preis[3]